# رام كومار
رام كومار (4 فبراير 1964 في الهند - ) هو لاعب كرة سلة هندي في مركز مدافع مسدد الهدف.